# Sphinctomyrmex taylori
Sphinctomyrmex taylori é uma espécie de formiga do gênero Sphinctomyrmex.